# Sonoma Coast AVA
Sonoma Coast AVA (anerkannt seit dem 11. Juni 1987) ist ein Weinbaugebiet im US-Bundesstaat Kalifornien. Das Gebiet liegt im westlichen, küstennahen Teil des Verwaltungsgebiet Sonoma County. Das Gebiet erstreckt sich von der Bucht von San Pablo im Süden bis an die Grenze des Mendocino County im Norden. Im Vergleich zu anderen AVA's des Sonoma County ist die Sonoma Coast das kühlste und regenreichste Gebiet.